# Балкарцы
Балка́рцы (карач.-балк. малкъарлыла, таулула, аланла) — тюркский народ, коренное население Кабардино-Балкарии. По сути являются единым народом с проживающими в соседней Карачаево-Черкесии карачаевцами. 
Говорят на карачаево-балкарском языке тюркской семьи.

## Этноним
Балкарцев в сложившейся российской дореволюционной историографии было принято называть «горскими татарами» либо «татарами-горцами Пяти горских обществ» (калька с карач.-балк. Беш Тау Эль, обозначение исторической Балкарии до 1917 г.).
Балкарцы же используют самоназвание таулула (в переводе — «жители гор»). В то же время в каждом обществе балкарцев исторически существовали микроэтнонимы по наименованию горных ущелий и рек, в долинах которых они обитали. Так, в Чегемском ущелье проживала община чегемцев (карач.-балк. чегемлиле), в Баксанском — баксанцы (карач.-балк. бахсанлыла), в Холамо-Безенгиевском — хуламцы (карач.-балк. холамлыла, бызынгычыла), а в крупнейшей общине в Черекском ущелье (Балкарском обществе) жители звали себя «балкарцами» (карач.-балк. малкъарлыла). Этот этноним после 1917 года стал общим для обозначения жителей всех ущелий, из которых в 1921 году был создан Балкарский национальный округ в составе новообразованной Горской АССР.
Таким же образом самоназвание карачаевцев — къарачайлы — до включения в состав России подразумевало под собой принадлежность к географическому объекту и было производным от названия территории Карачая.
Согласно историческим данным, разветвлению единой этнической общности карачаево-балкарцев на собственно карачаевцев и балкарцев способствовали административно-территориальные преобразования Российской империи в 1861 году, в результате которых территория исторического Карачая вошла в состав Баталпашинского отдела Кубанской области, а Кабарда с Пятью горскими обществами — в состав Терской, что не в полной мере отражало границы этнических территорий.
Что касается происхождения этнонима «балкарцы», есть несколько версий. Основные — две:
1. он происходит от русского варианта названия «малкарцы» (жители ущелья Малкар)[23];
2. он происходит от названия «болгар»[24][25][26].

Как отмечает в своих работах ряд филологов, для карачаево-балкарского языка исторически характерен переход звука б в м. В качестве примера можно привести опубликованный в «Истории Татарии» текст на древнеболгарском языке:
| Древнеболгарский текст                                                                  | Перевод на карачаево-балкарский язык                                                            | Перевод на русский язык                                                                                  |
| --------------------------------------------------------------------------------------- | ----------------------------------------------------------------------------------------------- | --- |
| Итиль суы ака турыр, Кыя тоби кака турур, Балык телим бака торыр, Кулинен таки кушарыр. | Итиль суу агъа турур, Къая тёбе къагъа турур, Балыкъ телю макъа турур, Кёллени такыр къуршалар. | Воды Итиля текут, ударяясь о твердь скалы (берегов), лягушек, рыб стада живут, Ими полон озерный разлив. |

Можно привести и другие примеры. Так, в современном карачаево-балкарском языке допустимо произносить в определённых словах в первую букву то через звук б, то через звук м. Например: биз — миз («шило»), бийик — мийик («высоко»), болжал — молжал («срок»), бакъыр — макъыр («мяукает»).
Таким образом, переход этнонима болгар в малкъар с лингвистической точки зрения закономерен.
К определению «этноним» некоторые исследователи относят и слово алан — форму обращения карачаевцев и балкарцев друг к другу. Историк Самир Хотко отмечает, что наличие лексемы алан у балкарцев и карачаевцев является одним из важных свидетельств этнографической традиции. Эта лексема отражена и в лингвистических изданиях. Например, в «Карачаево-балкарско-русском словаре» под редакцией Э. Р. Тенишева слово алан приведено со значением «эй, друг!».

## Численность

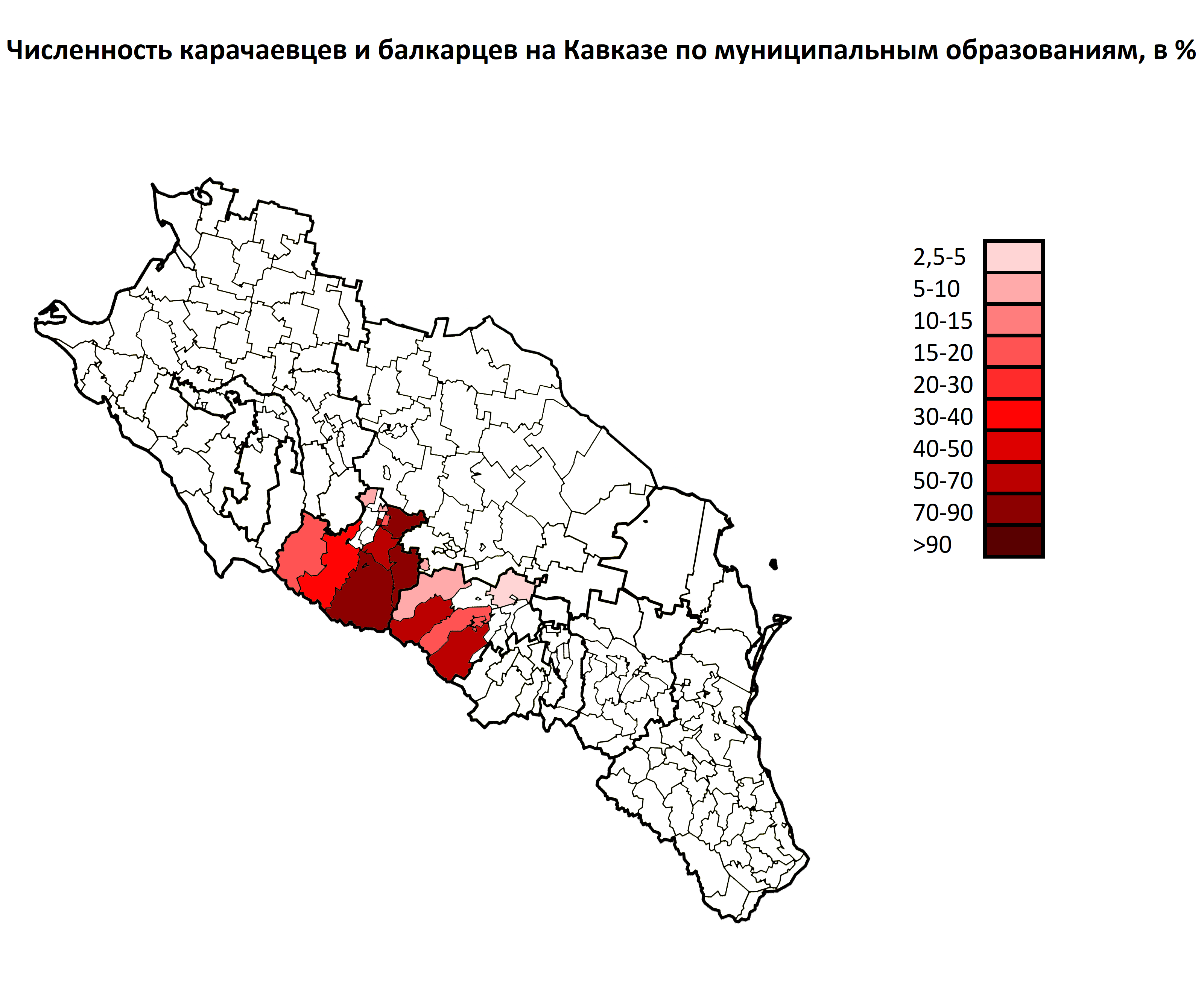
Численность карачаевцев и балкарцев на Кавказе по муниципальным образованиям по данным переписи 2010 г.

Общая численность балкарцев в настоящее время составляет около 135 тыс. человек (2021, оценка). В России проживает 125 тыс. человек (2021), из них в Кабардино-Балкарии — 120,8, что составляет 13,7 % населения республики.
Доля по районам Кабардино-Балкарии на 2010 год по переписи:
| Муниципальный район | Доля балкарцев, % |
| ------------------- | ----------------- |
| Эльбрусский МР      | 69,5              |
| Черекский МР        | 64                |
| Чегемский МР        | 20                |
| ГО Нальчик          | 16,9              |
| Зольский МР         | 6                 |

Балкарские диаспоры есть в Казахстане и в Кыргызстане, они возникли на территории этих стран в результате депортации балкарского народа в Центральную Азию в 1944 г. Тем не менее некоторые балкарские семьи подвергались депортациям и до событий 1944 г. Так, в результате насильственной коллективизации, которую проводили большевики в 1920—1930-х годах, в Центральной Азии оказались 508 высланных балкарцев и 887 карачаевцев. В основном, так называемых «кулаков» из Балкарии и Карачая депортировали в Казахскую ССР и в Узбекскую ССР, некоторое число репрессированных оказалось также и в Киргизской и Туркменской ССР. Репрессиям при коллективизации подверглись и зажиточные представители других народов центрального Кавказа (кабардинцев, черкесов, абазин, осетин, чеченцев, ингушей и т. д.). В ноябре 1954 года МВД СССР издал распоряжение «о снятии с учёта бывших „кулаков“, оставленных в 1947 г. году на спецпоселении по национальному признаку». К концу 1954 «кулацкая ссылка» была завершена для 725 чеченцев, карачаевцев и балкарцев, однако всех их сразу включили в состав депортированных народов с соответствующим поражением в правах.
Некоторое число балкарцев проживает в Турции, в странах Европы и в США — это потомки мухаджиров, покинувших Северный Кавказ в XIX веке в результате Кавказской войны, а также потомки бежавших из Советской России после 1917 г. от власти большевиков балкарских таубиев и интеллигенции.
Балкарская и карачаевская диаспоры почти во всех зарубежных странах существуют и действуют совместно. По оценкам ряда исследователей, общая численность карачаево-балкарской диаспоры за пределами Российской Федерации составляет свыше 40 тысяч человек.

### Данные переписи населения
| Год  | Население, чел. | Источник           |
| ---- | --------------- | ------------------ |
| 1939 | 42 685          | Перепись 1939 года |
| 1959 | 42 408          | Перепись 1959 года |
| 1970 | 59 501          | Перепись 1970 года |
| 1979 | 66 334          | Перепись 1979 года |
| 1989 | 85 126          | Перепись 1989 года |
| 2002 | 108 426         | Перепись 2002 года |
| 2010 | 112 924         | Перепись 2010 года |
| 2021 | 125 044         | Перепись 2021 года |

## Язык
Карачаево-балкарский (карачаевский, балкарский) язык — один из тюркских языков, язык карачаевцев и балкарцев. Его современное название стало общепринятым с 1950-х годов, ранее он назывался горско-татарским, горско-тюркским, татарско-джагатайским. Согласно современной классификации тюркских языков, входит в кавказскую группу (в зарубежной тюркологии — черноморско-каспийскую) половецко-кыпчакских языков тюркской языковой семьи. Распространён в Кабардино-Балкарии и Карачаево-Черкесии, в обеих республиках имеет статус государственного. В России число говорящих — около 350 тыс. человек.
Наиболее древним письменным памятником куманского (половецкого) языка, на основе которого сложились современные карачаево-балкарский, караимский, крымскотатарский, кумыкский и ногайский языки, можно считать Кодекс Куманикус, датируемый 1303 годом. В настоящее время манускрипт находится в Библиотеке св. Марка в Венеции (Cod. Mar. Lat. DXLIX). Он состоит из двух частей: латино-персидско-куманского (кыпчакского) разговорника и сборника религиозных и фольклорных текстов. Кодекс предназначался для изучения кыпчакского языка католическими миссионерами, торговли и знакомства населения Золотой Орды с христианством. Существует ещё ряд более поздних памятников, написанных на древнекыпчакском языке.
Различия в диалектах карачаево-балкарского языка незначительны. В карачаево-балкарском языке существует два диалекта — «чокающий» и «цокающий». Подобное деление довольно широко представлено в кыпчакских и некоторых других тюркских языках. Существует также мнение, что племена, говорящие на «цокающем диалекте» были и в гуннском массиве. В «чокающем» диалекте выделяется четыре говора.

### Классификация
Чокающие говоры (пример: чач — «волос»):
- Джокающий карачаевский (джол — «дорога»). Территория — Карачай.
- Дж’окающий баксанский (дж’ол, где дж’ обозначает более смягчённый звук, чем дж). Территория — долина реки Баксан.
- Жокающий чегемский (жол). Территория — долина реки Чегем.
- Смешанный хуламско-безенгиевский (возможны одновременно жол и зол). Территория — долина реки Черек Хуламский.

Цокающе-зокающий балкарский (цац и зол) распространён в долине реки Черек Балкарский.
Литературный карачаево-балкарский язык существует с 1920-х годов на основе чокающего карачаево-баксано-чегемского диалекта.
Существующее однако различие между джоканием и жоканием отражено в орфографии и произношении: в Карачаево-Черкессии принято произношение и написание дж, в Кабардино-Балкарии допускается оба произношения — дж (баксанский) и ж (чегемский), что и отражается орфографически как ж. Балкарское произношение не является литературным, при усвоении литературного произношения балкарцы чаще всего заменяют звук з родного говора на ж (как в чегемском).
Для балкарского также характерен переход б > ф и къ > хъ, например: чепген > цефхен — «платье», чыпчыкъ > цыфцыхъ — «воробей».
В балкарском говоре среднеязычные к и г являются звуками более заднего образования, чем в литературном языке.

### Письменность
С XVIII века и до 1924 года балкарские и карачаевские тексты записывались на основе арабской графики. В 1916 году карачаевский просветитель И. А. Акбаев в Темир-Хан-Шуре издал первую книгу на карачаево-балкарском языке — «Учебное пособие для первоначального обучения детей письму и чтению». В 1924 году для карачаево-балкарского языка был принят латинский алфавит, разработанный И. Абаевым, И. Акбаевым, У. Алиевым и М. Энеевым, в рамках процесса латинизации тюркских языков. После прошедшего в Баку в 1926 году I тюркологического съезда карачаево-балкарский вариант латиницы был адаптирован под унифицированный новый тюркский алфавит: был изменён порядок букв в алфавите, добавлена H h, а в 1934 году, на второй орфографической конференции в Микоян-Шахаре, в алфавит были введены буквы Ꞩ ꞩ, W w и исключена буква H h. Этот алфавит действовал до 1937 года. В процессе всесоюзной кириллизации с 1937 года был разработан новый карачаево-балкарский кириллический алфавит. Современный вид карачаево-балкарская письменность приобрела в 1964 году.

## Территория расселения
Территория исторического проживания занимает горные ущелья и предгорья Центрального Кавказа. В частности, балкарские селения располагаются в долинах рек Малка, Баксан, Чегем, Черек, Хазнидон и их притоков. Территория Балкарии богата горными массивами, лесами, плодородными долинами и альпийскими лугами.

## Этногенез
Формирование балкарцев и карачаевцев как современных этносов проходило на территории Центрального Кавказа и завершилось в XIII—XIV вв.
Этногенез балкарцев и карачаевцев является сложным и до конца не изученным процессом. Согласно общепринятой концепции, балкарский и карачаевский этносы формировались в условиях взаимодействия множества древних народов, от племен кобанской археологической культуры до половцев. Древнейшую субстратную основу материальной и духовной культуры тюркоязычных балкарцев и карачаевцев, также как ираноязычных осетин и кавказоязычных вайнахов, прослеживаемую археологически, связывают с кобанской культурой, как наиболее яркой и хорошо изученной. Иранский пласт фиксируется в осетино-карачаево-балкарской этнокультурной общности. Критерием принадлежности их культур к кругу аланских древностей служит сходство с соответствующими элементами культуры осетин. Эта общность рассматривается как отражение аланской доминанты в процессе формирования этих этносов. В свою очередь тюркское «наследие», как правило, связывают с продвижением в горы кыпчаков (половцев), которое и предопределило образование на Северном Кавказе тюркских языковых анклавов — Балкарии и Карачая. Именно антропологические данные могут засвидетельствовать переселения людей и возникновение брачных контактов. Роль аланского компонента в сложении антропологических особенностей балкарцев на имеющихся материалах не прослеживается, в отличие от аланской доминанты в формировании морфологических особенностей не только осетин, но и некоторых других средневековых северокавказских этносов. Поэтому, по всей видимости, роль аланов в этногенезе балкарцев ограничилась по большей части культурным воздействием, что отразилось в сохранении у балкарцев некоторых культурно-этнографических традиций, свойственных аланам.
Тюркский компонент в этногенезе балкарцев ассоциируется у разных авторов с отдельными группами болгар, хазар и алан. Все эти исторические этносы, по мнению большинства учёных, в той или иной степени в разное время приняли участие в этногенезе балкарцев и карачаевцев. Ключевую роль в этнической истории балкарцев и карачаевцев сыграли половцы.

## Антропология
Определённый интерес в связи с исторически засвидетельствованным фактом проникновения тюркоязычных групп в горные районы Северного Кавказа представляют антропологические свидетельства наличия на Северном Кавказе, в частности в Дагестане, групп населения с монголоидной примесью. В антропологической литературе отсутствует также единая точка зрения на характер антропологических особенностей половцев. Большинство исследователей предполагают европеоидный облик половцев, но для такого суждения есть только косвенные доказательства. Всем сериям черепов кочевников дозолотоордынского и золотоордынского времени из Северного Причерноморья, определяемым как половецкие, свойственна неоднородность расового состава и большая или меньшая доля монголоидной примеси. Морфологическое разнообразие этих материалов не исчерпывается наличием европеоидных и монголоидных черепов, а определяется наличием черепов со смешанным комплексом признаков. Вопреки исторически засвидетельствованным фактам проникновения в данный регион монгольских племён, в современном населении Балкарии и Карачая не обнаруживается сколько-нибудь ощутимой монголоидной примеси, присутствие в Балкарии отдельных представителей или групп центральноазиатского происхождения в золотоордынское и постзолотордынское время не сыграло значительной роли в формировании антропологических особенностей его населения более позднего времени. Биологическое смешение если и имело место, то носило спорадический характер.

Современные балкарцы и карачаевцы по своим антропологическим особенностям обнаруживают между собой наиближайшее сходство, и входят наряду с чеченцами, ингушами, осетинами и представителями горно-грузинских групп в круг популяций понтийского антропологического типа с той или иной степенью выраженности кавкасионских особенностей.

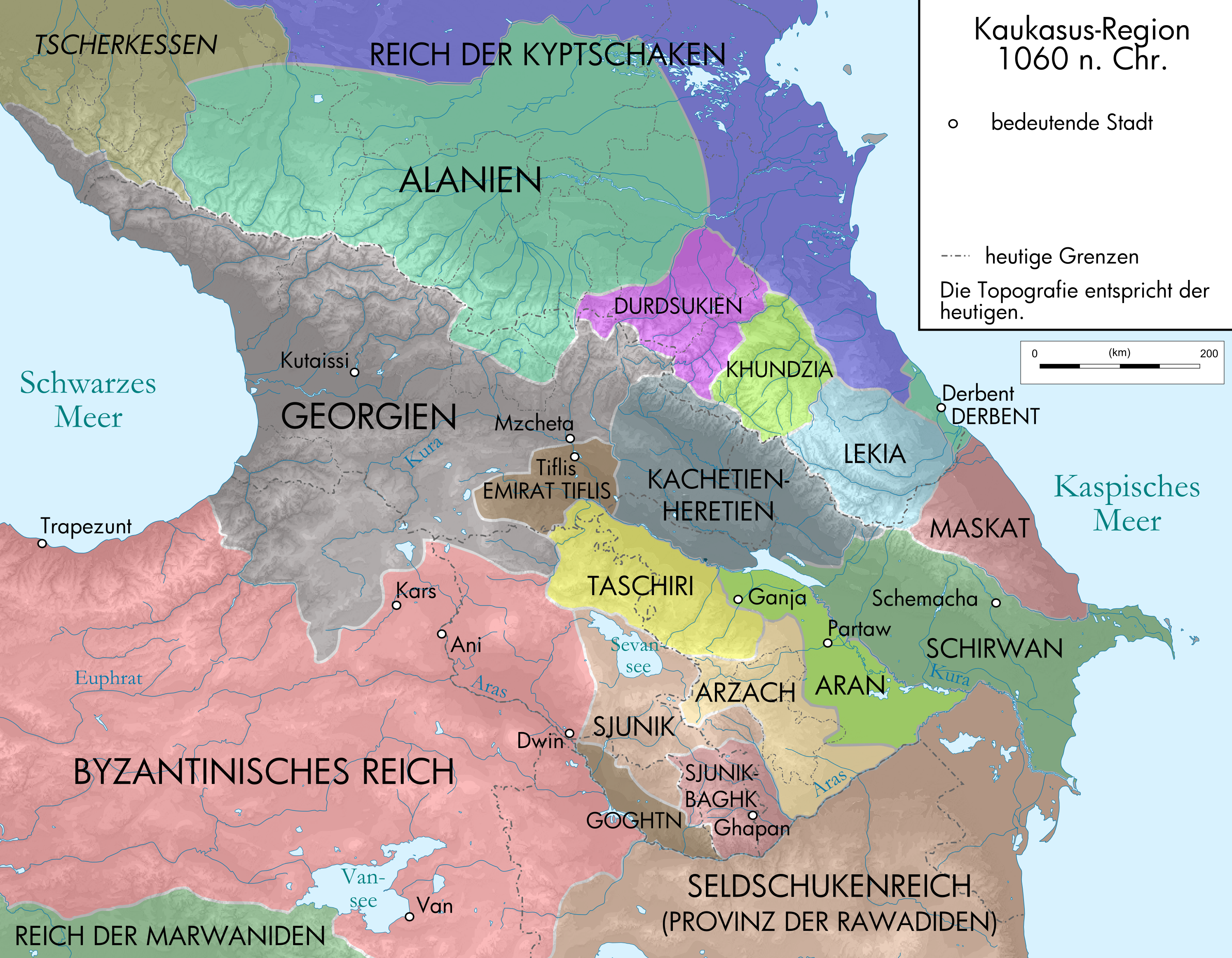
Кавказ в середине XI в.

## Генофонд
Генетически самым близким к балкарцам тюркским народом (генетическое расстояние d=0,13) являются крымские татары. Существуют также исследования, по результатам которых прослеживается генетическая связь балкарцев с осетинами.
Распределение частот (%) гаплогрупп Y-хромосомы в популяциях балкарцев и карачаевцев:
| Гаплогруппа              | Карачаевцы |      | Балкарцы (всего) |      | Баксанцы |      | Чегемцы |      | Холамцы |      | Безенгиевцы |      | Малкарцы |      |
| ------------------------ | ---------- | ---- | ---------------- | ---- | -------- | ---- | ------- | ---- | ------- | ---- | ----------- | ---- | -------- | ---- |
|                          | N          | %    | N                | %    | N        | %    | N       | %    | N       | %    | N           | %    | N        | %    |
| C-M407                   | 0          | 0    | 4                | 1,7  | 0        | 0    | 0       | 0    | 0       | 0    | 2           | 5,3  | 2        | 2,9  |
| E1b-M35                  | 2          | 1,6  | 2                | 0,9  | 0        | 0    | 0       | 0    | 1       | 3,6  | 0           | 0    | 1        | 1,5  |
| H-M52                    | 3          | 2,4  | 0                | 0    | 0        | 0    | 0       | 0    | 0       | 0    | 0           | 0    | 0        | 0    |
| G1-M285                  | 1          | 0,8  | 0                | 0    | 0        | 0    | 0       | 0    | 0       | 0    | 0           | 0    | 0        | 0    |
| G2a-M406                 | 1          | 0,8  | 1                | 0,4  | 0        | 0    | 0       | 0    | 0       | 0    | 0           | 0    | 1        | 1,5  |
| G2a-P16                  | 38         | 30,1 | 53               | 22,5 | 14       | 33,3 | 6       | 10,2 | 7       | 25,0 | 12          | 31,6 | 14       | 20,6 |
| G2a-P303 (xU1)           | 3          | 2,4  | 14               | 6,0  | 2        | 4,8  | 3       | 5,1  | 6       | 21,4 | 1           | 2,6  | 2        | 2,9  |
| G2a-U1                   | 3          | 2,4  | 9                | 3,8  | 0        | 0    | 0       | 0    | 3       | 10,7 | 4           | 10,5 | 2        | 2,9  |
| I-M170                   | 5          | 4,0  | 3                | 1,3  | 1        | 2,4  | 1       | 1,7  | 0       | 0    | 0           | 0    | 1        | 1,5  |
| J1-M267 (xPage08)        | 2          | 1,6  | 5                | 2,1  | 2        | 4,8  | 1       | 1,7  | 1       | 3,6  | 0           | 0    | 1        | 1,5  |
| J1e-Page08               | 1          | 0,8  | 1                | 0,4  | 0        | 0    | 0       | 0    | 0       | 0    | 0           | 0    | 1        | 1,5  |
| J2a-M410                 | 9          | 7,0  | 36               | 15,3 | 4        | 9,5  | 8       | 13,5 | 3       | 10,7 | 7           | 18,4 | 14       | 20,6 |
| J2b-M12                  | 1          | 0,8  | 4                | 1,7  | 1        | 2,4  | 0       | 0    | 0       | 0    | 1           | 2,6  | 2        | 2,9  |
| L-M20 (xM357,xM76)       | 0          | 0    | 1                | 0,4  | 0        | 0    | 0       | 0    | 1       | 3,6  | 0           | 0    | 0        | 0    |
| N-CTS6967                | 0          | 0    | 1                | 0,4  | 0        | 0    | 1       | 1,7  | 0       | 0    | 0           | 0    | 0        | 0    |
| O-M175                   | 1          | 0,8  | 0                | 0    | 0        | 0    | 0       | 0    | 0       | 0    | 0           | 0    | 0        | 0    |
| Q-M242 (хМ120)           | 0          | 0    | 16               | 6,8  | 3        | 7,1  | 2       | 3,4  | 1       | 3,6  | 5           | 13,2 | 5        | 7,4  |
| R1a-Z2123                | 38         | 30,1 | 38               | 16,2 | 7        | 16,6 | 12      | 20,3 | 3       | 10,7 | 5           | 13,2 | 11       | 16,2 |
| R1a-Z2125 (xZ2123)       | 0          | 0    | 1                | 0,4  | 0        | 0    | 0       | 0    | 0       | 0    | 0           | 0    | 1        | 1,5  |
| R1a-Z95 (xZ2125, xZ2122) | 0          | 0    | 1                | 0,4  | 1        | 2,4  | 0       | 0    | 0       | 0    | 0           | 0    | 0        | 0    |
| R1a-Z2122                | 3          | 2,4  | 8                | 3,4  | 2        | 4,8  | 4       | 6,8  | 0       | 0    | 1           | 2,6  | 1        | 1,5  |
| R1a-Z93 (xZ95)           | 4          | 3,2  | 1                | 0,4  | 1        | 2,4  | 0       | 0    | 0       | 0    | 0           | 0    | 0        | 0    |
| R1a-M558                 | 2          | 1,6  | 2                | 0,9  | 1        | 2,4  | 0       | 0    | 0       | 0    | 0           | 0    | 1        | 1,5  |
| R1a-Z282 (xM558)         | 3          | 2,4  | 2                | 0,9  | 0        | 0    | 0       | 0    | 0       | 0    | 0           | 0    | 2        | 2,9  |
| R1b-M478                 | 3          | 2,4  | 27               | 11,5 | 1        | 2,4  | 19      | 32,2 | 2       | 7,1  | 0           | 0    | 5        | 7,3  |
| R1b-M412                 | 1          | 0,8  | 1                | 0,4  | 1        | 2,4  | 0       | 0    | 0       | 0    | 0           | 0    | 0        | 0    |
| R1b-Z2105                | 2          | 1,6  | 4                | 1,7  | 1        | 2,4  | 2       | 3,4  | 0       | 0    | 0           | 0    | 1        | 1,5  |
| Всего                    | 126        |      | 235              |      | 42       |      | 59      |      | 28      |      | 38          |      | 68       |      |

Аутосомная ДНК балкарцев наиболее схожа с ДНК их соседей на Северном Кавказе. В аутосомной структуре балкарцев в значительной степени присутствует компонент, который наиболее полно представлен в кавказских популяциях. Балкарцы, как и их соседи, также проявляют влияние популяций, генетически схожих с современными жителями Восточной Европы, возможно, связанных с индоевропейскими (иранскими) и восточноазиатскими популяциями (и, скорее всего, связанных с тюркскими народами). Исследование 2015 года приписало тюркским миграциям компоненты, обнаруженные у балкарцев и других обследованных северокавказцев и характерные для южносибирских и монгольских популяций.

## История

### Ранняя история
Не позднее начала XVII в. стали устанавливаться связи с Россией. В 1628—1629 гг. представители Русского Царства интересовались возможностью разработок серебряных руд в Балкарии. По пути в Грузию и обратно московские послы Ельчин и Захарьев были тепло встречены и вели торговлю в Баксанском ущелье (1639—1640), а Толочанов с Иевлевым (1651) и Жидовин с Порошиным (1655) — в Черекском. В 1736 г. у жителей Верхнего Чегема гостил с казаком с Дона и описал некоторые черты их быта и верований кизлярский дворянин Тузов. С другой стороны, балкарский узден («дворянин») Каспулат пребывал в 1643 г. в русском г. Терки. А в 1657 г. таубий («горский князь») Айдаболов вместе с посольством кахетинского царя Теймураза I и представителями других горных обществ Центрального Кавказа отправился в Москву, где был принят в Грановитой палате, щедро одарен соболями царём Алексеем Михайловичем и находился около года.
Как отмечает Н. П. Тульчинский, наименование таубиев (горский князь) допущено правительством с 1852 года, то есть со времени принятия Императором Николаем I депутация от этого общества; до того же времени лица, принадлежащие к сословию таубиев, во всех правительственных и административных сношениях с горцами всегда именовались горскими старшинами («Сборник сведений о кавказских горцах», выпуск III, «Привилегированные сословия кабардинского округа», стр.10)

### Кавказская война
По причине своей малочисленности в период Кавказской войны, балкарцы и карачаевцы выступали против колониальной политики царской России во взаимодействии с соседними народами, наиболее активно, в силу географического расположения — с кабардинцами.
В конце XVIII — начале XIX в. карачаевцы приняли участие в особом направлении национально-освободительной борьбы кабардинцев против царизма — шариатском движении, возглавляемом князем Адильгиреем Атажукиным и эфенди Исхаком Абуковым.
Балкарцы и карачаевцы пришли на помощь восставшим кабардинцам и во время крупного антиколониального восстания, произошедшего в 1804 году и вызванного началом строительства Кисловодского укрепления и казачьих станиц в районе Пятигорья. Известно, что они совместно с кабардинцами оказали упорное сопротивление большому отряду генерал-лейтенанта Г. И. Глазенапа во время решающего сражения 9 мая 1804 г. на реке Чегем. Сам Глазенап в рапорте российскому императору Александру I докладывал, что бой продолжался с 11 часов утра до 6 часов вечера, отмечая при этом: «…дрались в ущельях большею частью с 11000 отчаянно сражавшимися кабардинцами, чегемцами, балкарцами, карачаевцами и осетинами, выбитыми из 12 окопанных аулов».
Следует отметить, что после поражения нанесенного восставшим кабардинцам войсками генерала Глазенапа, многие из них бежали в горы, то есть в места жительства балкарцев и карачаевцев. Подобное предоставление убежища балкаро-карачаевцами кабардинцам не являлось новшеством, а имело под собой глубокие исторические корни. Так, в 1787 году пристав Кабарды писал: «Кабардинцы при случаях тесных всегда находят у них (балкарцев) свое убежище и укрывательство имений».
Следующее совместное выступление балкарцев и кабардинцев против колониальной политики царизма имело место через несколько лет. В апреле 1810 года в Кабарду была направлена экспедиция под командованием генерала Булгакова. Кабардинцы вынуждены были в целях безопасности укрыть свои семейства и скот в горных ущельях и лесах, а князья и дворяне, составлявшие основную военную силу народа, приготовились к их защите.
30 апреля 1810 года генерал Булгаков рапортовал из лагеря на реке Черек: «Вооруженное их (кабардинцев) собрание более 2000 человек конных и столько -же, как слышно пеших, с помощью балкарцев держащееся в двух укрепленных ущельях при подошве снежных гор, мною заперто».
В 1821—1822 годах главнокомандующий войсками на Кавказе А. П. Ермолов, в целях дальнейшего покорения края, продвинул левое крыло Кавказской линии до самого подножия гор, создав новые укрепления по рекам Малке, Баксану, Чегему, Нальчику, Урвани, Череку и Уруху. Выполняя данный план, генерал Ермолов с войсками, преследуя не желавших подчиняться России кабардинцев, проникал даже в высокогорные ущелья Балкарии.
В частности, стремясь уничтожить аул кабардинского князя Таусултана Атажукина, царские солдаты проникли вглубь Баксанского ущелья. В этом ущелье отряд артиллерийского офицера Ю. П. Коцарева вступил в сражение с жителями Таусултанова аула и помогавшими им балкарцами Урусбиевского общества.
В результате этого сражения кабардинцы, по словам самого Ермолова вынуждены были отступить за Кубань, причем большинство из них остановилось в пределах карачаевского народа.
Известный русский военный историк В. А. Потто писал, что в результате этих событий Ю. П. Коцарев от балкарцев Баксанского ущелья взял аманатов.
Можно отметить, что как свидетельствуют архивные материалы, аманаты были взяты также от знатных семейств и других обществ Балкарии. Аманаты содержались в Георгиевском укреплении, являясь по сути дела заложниками, призванными обеспечивать лояльность их родителей к российскому государству. К примеру, в 1823 году в Георгиевске находилось семь балкарских аманатов:
- 1 Кургоко Бекбиевич Мисаков — 12 лет;
- 2 Жанхот Кайсынович Айдебулов — 9 лет;
- 3 Асланбек Канукович Абаев — 9 лет;
- 4 Кургоко Келеметович Урусбиев — 17 лет;
- 5 Келемет Асланбекович Балкаруков — 11 лет;
- 6 Мусса Магометович Шакманов- 10 лет;
- 7 Шемахо Александырович Суюнчев — 8 лет.

Затрагивая проблему аманатов, нельзя не отметить, что дети, находившиеся в заложниках, помимо того, что выступали гарантами лояльности их родителей подвергались ещё и идеологическому воздействию, призванному максимально сблизить их с Российским государством. Одним из инструментов подобного воздействия на аманатов являлось приобщение их к христианской религии и отказ от ислама.
В частности, в отношении аманатов в одном из документов отмечалось, что при их обучении в Георгиевском приходском училище особое внимание должно быть уделено на обращение их: «… в христианскую веру мерами кротости и сколь можно неприметнее, как например, обучение читать по библейской истории, чтение нового завета и прочее…».
Кабардинцев, вынужденных переселиться на Кубань, в официальных русских документах того времени стали называть «беглыми кабардинцами». Интересно, что вместе с такими беженцами на Кубань переселилась и часть балкарцев, наиболее связанная родственными и политическими узами с представителями кабардинского народа и не желавшая подчиняться России. Так, из Черекского ущелья на Кубань вынуждены были уйти таубий Аслан Айдебулов и таубии Жаноковы, про которых в одном из документов сказано: «…все Жаноковы сделались неприязненными русскому правительству и бежали за Кубань, забрав всех холопей, скот и имущество».
Покорение Кабарды значительно изменило положение Карачая на Северном Кавказе. Карачай превратился в значительный военно-стратегический плацдарм, связывающий покоренную Кабарду, не оставлявшую надежд вернуть свою независимость, с непокорным Закубаньем. Вместе с тем, через Карачай стала осуществляться связь между Османской империей, власть которой ещё номинально сохранялась в Закубанье, с Дагестаном и Чечней.
Дальнейшую борьбу против колониальной политики царизма балкарцы и карачаевцы продолжали в союзе с «беглыми кабардинцами» и другим соседними народами. Участие карачаевцев в этой борьбе было столь значительным, что генерал Ермолов в своем предписании капитану Кашутину от 30 июля 1822 г. указывал, что все без исключения карачаевцы являются неприятелями, которых следует при встрече истреблять. Далее Ермолов приказывал: «…стараться собирать все сведения, где в позднюю осень и где в зимнее время будут их (карачаевцев) стада скота и баранов; узнавать где лучшие идущие к ним дороги. К стороне земель их и по направлению к реке Маре нужно делать движения, но с большою осторожностью и отнюдь далеко не вдаваясь. Я не требую перестрелок и нападений и строго взыщу за бесполезные; но должно беспокоить их движениями и чем менее будут они угадывать оные, тем лучше».
По всей видимости, такие же предписания Ермоловым были сделаны и другим русским офицерам, отряды которых вступали в перестрелки с карачаевцами и нападали на их коши. Так, в ноябре 1823 года казаки полковника Победнова совершили нападение на один из мирных карачаевских кошей и отбили около тысячи голов мелкого рогатого скота.
Активные действия российских войск против Карачая привели к тому, что его правители постарались установить контакты с российским военным командованием. Так, в 1827 г. полковник Коцарев в рапорте генерал-лейтенанту Г. А. Эмануелю писал, что в 1822 году карачаевцы просили принять их под российское покровительство, соглашаясь принять присягу на вступление в подданство. Российское командование на это предложение потребовало предварительной выдачи аманатов от Карачая, отказываясь без выполнения этого условия вести переговоры с карачаевцами и предполагая в противном случае силой принудить их выполнить все требования России. Карачаевцы, в землях которых находилось много «беглых кабардинцев», отговариваших их от переговоров и обещавщих в случае необходимости оказать военную помощь отказались выдать своих детей в качестве заложников. Разграбление в 1823 г. Круглолесского селения закубанцами изменило ситуацию в каре и отвлекло на некоторое время внимание от Карачая российского командования.
В июне следующего, 1824 года, карачаевцы и кабардинцы участвовали в защите абазинских аулов, принадлежащих князьям Клычеву и Мамсиру Дударукову. В. А. Потто упоминая об этом событии отмечал, что среди двухсот убитых в этой битве кавказцев находились тела молодого сына князя Магомета Атажукина и карачаевского старшины Кубиева (Хубиева).
Своеобразие участия балкарцев и карачаевцев в национально-освободительном движении народов Кавказа проявлялось и в том, что они зачастую предоставляли возможность проходить через свои земли горцам, отправляющимся на военные операции против царских войск. При необходимости балкарцы и карачаевцы старались оказать подобным горцам всевозможную помощь и защиту. Так, в 1825 году «беглые кабардинцы» совершили крупное нападение на территорию, занятую российскими войсками, с целью поднять народ Кабарды на новое выступление против царизма. На обратном пути кабардинцы были блокированы в Чегемском ущелье Балкарии и сумели вырваться от преследовавших их войск только лишь пройдя по труднопроходимой тропинке, пролегавшей выше Урусбиевского аула в Баксанское ущелье, а уже оттуда проникли в спасительный для себя Карачай.
Очевидно, что подобные переходы были возможны только лишь при активной помощи местного балкаро-карачаевского населения и его благожелательном отношении к восставшим. В частности, в данном случае помощь восставшим кабардинцам оказал чегемский князь Кучук Каншаов и подвластное ему население, про которых написано следующее: «Чегемские татары, половина была покорена прежде русскими и имела аманатчиков, другая же, столь же сильная, находилась не под зависимостью нашею (российской) приставшая к одному старшине Кучуку Каншавову, который имел тесную связь с карачаевцами, заграничными жителями, и часто допускал закубанцев проходить через свои земли и доставлял способ им делать набеги в Кабарде осенью прошлого года, от него силою взят сын его малолетний в аманаты, а сам с народом на верность подданства приведен с приличными для правительства российского условиями».
В 1826 году между представителями Карачая и царской администрации была достигнута договорённость о нейтралитете Карачая в Кавказской войне. Ранее же карачаевцы присягнули Турции и «дали туда аманатов в противность мирному договору между Россиею и Портою…».
17 (29) октября 1828 года под руководством генерала Эммануэля был предпринят военный поход против карачаевцев. Маршрут следования был выбран благодаря проводникам Эммануэля — карачаевцу Магомету (Амантишу) Дудову и ассимилированного кабардинцами абазинскому узденю Атажуко Абукову. Последнего часто, но ошибочно отождествляли с кабардинским князем Атажуко Атажукиным.
Для похода были составлены две колонны: первая, под начальством полковника Луковкина, собранная у станицы Боргустанской, состояла из 250 казаков Хопёрского полка, 120 донских казаков, 443 человек пехоты, 2 батарейных и 2 конных орудий. Вторая сосредоточилась у реки Малки, у «Каменного моста», под начальством генерал-майора Турчанинова, в числе 550 человек пехоты, 300 казаков линейных и донских разных полков, 4 орудий и 2 ручных мортирок.
20 октября (1 ноября) 1828 года русские войска начали подходить к перевалу у горы Хасаука вблизи аула Карт-Джурт, где у подножия горы они были встречены войсками карачаевского народного ополчения. При подъёме на гору Хотцекой карачаевцы сильным огнём встретили авангард, стараясь задержать его движение. После полуторачасового штыкового боя гора была захвачена. В полдень войска спустились к реке Худес, перешли речку, и, с трудом установив одно орудие и обе мортирки, огнём их обстреляли впереди лежащий лес, откуда карачаевцы сильно беспокоили противника. Далее предстояло преодолеть последнюю преграду — перевал в Карачай, гору под названием «Ослиное седло». За сильным каменным завалом, преграждавшим путь на гору, отряд в 50 карачаевцев поливал наступающий авангард градом пуль, но после выстрелов из орудия карачаевцы были вынуждены покинуть передовой завал.
Усилив авангард, генерал Эммануэль двинул все войска на перевал; в тылу шли 100 казаков-коноводов. Пользуясь выгодами позиции, карачаевцы встретили войска «убийственным огнём и массою камней», 6 часов продолжался этот упорный бой, где приходилось на протяжении 2—3 вёрст преодолевать семь горных кряжей, чтобы овладеть последней высотой. Наконец карачаевцы принуждены были оставить последний перевал и отходить через леса и скалы, на противоположную сторону ущелья к Кубани.
В семь утра завязался бой, который продолжался на протяжении 12 часов и завершился в семь часов вечера. Численность войск генерала Эммануэля в Хасаукинском перевале — 1653 солдата и офицера, при 8 орудиях и 2 кегорновых мортирах, кроме этого, ещё один отряд, под начальством майора Ромашева, с около 610 солдатами и офицерами при 2 орудиях — прибыл к Хасаукинскому перевалу к концу сражения, в это же время действовал другой отряд генерал-майора Андропова у Каменного моста на Кубани, около 730 солдата и офицера при 3 орудиях. Отряд, которого В. А. Потто ошибочно путает с отрядом генерал-майора Турчанинова из-за схожих названий опорных пунктов на Кубани и на Малке — «Каменный мост». Численность карачаевцев во главе с Исламом Крымшамхаловым точно неизвестно, предполагаемое количество около 500—700 человек.
У. Алиев утверждал, что: «Карачаевцы, окутанные темнотой наступившей ночи, отступали по такой местности, где бы войска легко могли потерять  плоды дорого доставшейся победы, если бы горцы, опомнившись, сделали ночное нападение (предание говорит, что и в  этом виноваты горские князья, гнусно спровоцировавшие борющихся карачаевцев якобы решением правителя Карачая — князя „Ислама“ сложить оружием…)».
В результате боя горские формирования были оттеснены за перевал. Русские войска на следующий день двинулись вглубь территории Карачая к аулу Карт-Джурт. 21 октября (2 ноября) к генералу вышли карачаевские парламентёры, 22-го лагерь Эммануэля посетил олий Крымшамхалов, «со всеми старшинами и подал прошение при сем прилагаемое именем всего народа», и 23-го числа «весь карачаевский народ, присягал на верность подданства государю императору» с представлением как от Ислама Крымшамхалова, так и от ещё трёх «первейших фамилий» аманатов, то есть почётных заложников.
Годом ранее, в феврале 1827 года, представители горских (балкарских) таубиев прибыли в Ставрополь-Кавказский к командующему российскими войсками генерал-лейтенанту Эммануэлю и подали прошение о принятии их в русское подданство.
Вхождение Карачая и Балкарии в состав России С. А. Чекменев связывал с этими двумя событиями: военным походом генерала Г. А. Эммануэля в Карачай 20 октября 1828 г. (Хасаукинское сражение) и принятием в феврале 1827 г. присяги от балкарских обществ.
В советское время существовала гипотеза, озвученная историком Г. Х. Мамбетовым, согласно которой в 1557 г. Балкария была принята совместно с Кабардой в состав России". Таким образом, по мнению Мамбетова, к Московскому государству в середине XVI в. кроме адыгов присоединились ещё и балкарцы. Данный тезис не нашёл поддержки в научном сообществе кавказоведов и считается ошибочным.

### Вхождение в состав России
11 января 1827 года делегация от горских (балкарских) обществ и осетин-дигорцев прибыла в Ставрополь и подала прошение к генерал-лейтенанту Эммануэлю о принятии в русское подданство. Этот акт стал поворотным моментом в историческом развитии балкарцев, расширил и обогатил их взаимосвязи с внешним миром. В ведомости о числе дворов дигорцев и прочих народов, вновь покорившихся русскому правительству, значились дигорцы — 1000 дворов, балкарцы — 400 дворов.
Другая официальная депутация от Пяти горских обществ зафиксирована в апреле 1852 года. Таубии из Балкарского, Чегемского, Хуламского, Безенгиевского и Урусбиевского обществ обратились с просьбой к местным властям включить их в состав делегации в Санкт-Петербург, «дабы иметь счастье представиться государю императору и у подножья престола изъявить вернодданнические чувства народной признательности за изливаемые на них милости и высокое покровительство». Делегация, в составе которой были балкарские таубии Чепан Суншев, Умар Шакманов, Исхак Малкароков, Джумай Келеметов, Шомпало Урусбиев, Исмаил Урусбиев, Кучук Мисаков и Кайт-Мырза Айдаболов, отправилась в Петербург к императору Николаю I в 1852 году. Делегаты из горских обществ просили императора о присвоении им старинного звания таубиев и официального закрепления за ними земель. Николай I удовлетворил прошение о присвоении высшему сословию балкарских горских обществ звания «таубий». Что касается порядка землевладения в горах, делегатам сообщили, что уже имеется «высочайше утвержденный проект Кавказского комитета», согласно которому «каждый горец и поныне владеет тем же, чем владели его предки и он сам».
По принятии русского подданства молодые таубии охотно начали поступать на военную службу, они стали отдавать своих аманатов в русские крепости, многие из них принимали участие в рядах русских войск в покорении Западного Кавказа, участвовали в русско-турецкой (1877—1878), русско-японской (1904—1905) и Первой мировой (1914—1918) войнах, в революционных движениях 1905—1907 и 1917 гг.
Определённый научный интерес к географии, истории и культуре Балкарии заметно оживился в конце XVIII—XIX вв. (Гюльденштедт, Рейнеггс, Паллас, Потоцкий, Клапрот). Но несравнимо активнее такой интерес к ней со стороны европейских, русских, и иных исследователей и путешественников возрос в 30-е гг. XIX — 10-е гг. XX вв., то есть после вхождения Балкарии в состав России (Боссе, Шаховской, Бларамберг, Фиркович, братья Нарышкины, Караулов, Преле, Тепцов, Баранов, Долбежев, Зичи, Вырубов, композитор Танеев, географ Динник, антрополог Чехович и др.). После реформ 1867 г. в горах строились новые мосты и колесные дороги; впервые в Приэльбрусье таубием Исмаилом Урусбиевым был построен специальный дом для приезжих (кунацкая); у него часто гостили зарубежные и российские представители науки и культуры, туристы и альпинисты (Миллер и Ковалевский, Танеев, Мурр, Туккер, Анисимов, Тульчинский, Пастухов, Абих и др.). В 1860 г. в Нальчике открылась начальная Горская школа, преобразованная в 1909 г. в общеобразовательное реальное училище, где балкарцы учились вместе с русскими, кабардинцами и др. Позднее начальные школы открывались и в балкарских селах Кашхатау и Чегеме (1902), Урусбиево и Хасауте (1913). Некоторые балкарцы из привилегированных сословий получали образование в учебных заведениях Владикавказа, Тбилиси, Ставрополя, Москвы, Петербурга. Все это способствовало тому, что во второй половине XIX — начале XX вв. среди балкарцев начала формироваться национальная интеллигенция, проводившая значительную культурно-просветительскую работу (публицист-историк М. Абаев и юрист Б. Шаханов, знатоки и собиратели фольклора М., И., Н. и С. Урусбиевы, скрипач С. Абаев, врачи А. Шаханов и И. Абаев, учителя Ф. Шакманова, Я. Джабоев и Э. Чеченов, общественный деятель И. Балкаруков, поэт — основоположник балкарской литературы К. Мечиев).

### Советский период
Коренной перелом в жизни балкарцев произошёл в результате революции 1917 г. В их истории с того периода немало драматических страниц, но были и весьма значительные достижения. После Февральской революции в состав Нальчикского исполкома, который поддержал Временное правительство России, вошли таубии И. Урусбиев, Б. Шаханов, Т. Шакманов. С другой стороны, из среды балкарцев выдвинулись многие лидеры, боровшиеся в Гражданской войне за советскую власть (М. Энеев, С.-Х. Калабеков, Ю. Настуев, А. Гемуев, Х. Асанов, К. Ульбашев и др.).
На II съезде народов Северного Кавказа (Пятигорск, 1918), провозгласившем установление советской власти в регионе и образование Терской народной республики, делегаты Кабарды и Балкарии выступили единой фракцией. В 1922 г. создана Кабардино-Балкарская автономная область (КБАО); в 1936 г. она преобразована в автономную республику (КБАССР). Территории с численным преобладанием балкарцев были выделены в отдельные районы — Черекский, Чегемский, Холамо-Безенгиевский, Эльбрусский. Росло количество сел с современной уличной планировкой, с домами нового типа и приусадебными хозяйствами, с магазинами, клубами и школами; в некоторых из них появились электричество и радио. С 1940 г. в Баксанском ущелье начал работать Тырныаузский вольфрамо-молибденовый комбинат.
Основы многовекового уклада жизни балкарцев стали круто изменяться в результате коллективизации сельского хозяйства, которая из-за специфики горных условий завершилась лишь в 1937 г. Преступные перегибы в коллективизации вызывали упорное сопротивление крестьян (выступление в Чегемском ущелье в 1930 г.).
С начала 20-х гг. были приняты радикальные меры по ликвидации безграмотности и распространению новой культуры. Стали выходить книги и газета на балкарском языке. В 20—30-х гг. в Нальчике необычайно быстро возросло число культурно-просветительских, учебных и научных учреждений, где получили образование многие балкарцы. Они учились также в Москве, Ленинграде, Ростове-на-Дону и др.
В 30-е гг. продолжалось творчество поэта К. Мечиева, появились новые имена поэтов и писателей (С. Шахмурзаев, К. Кулиев, К. Отаров, О. Этезов, Х. Кациев и др.). В 1934 г. был создан Союз писателей Кабардино-Балкарии, в 1940 г. — балкарский Драматический театр.
Весьма значительным достижениям в социально-экономическом и культурном развитии балкарцев нанесли непоправимый урон массовые репрессии в конце 20—30-х гг. по отношению к крестьянству (особенно в связи с коллективизацией), партийным и советским работникам (Х. Зокаев, К. Ульбашев, К. Чеченов), писателям (А. Ульбашев, Х. Теммоев, С. Отаров) и многие др. В годы войны балкарцы подверглись беспрецедентному террору.

#### Черекская трагедия
С 24 ноября по 4 декабря 1942 г. частями НКВД под предлогом борьбы с бандитизмом в Черекском ущелье были расстреляны сотни мирных жителей — стариков, женщин, детей, сожжены несколько сёл (Сауту, Глашево и др.).

#### Депортация балкарцев

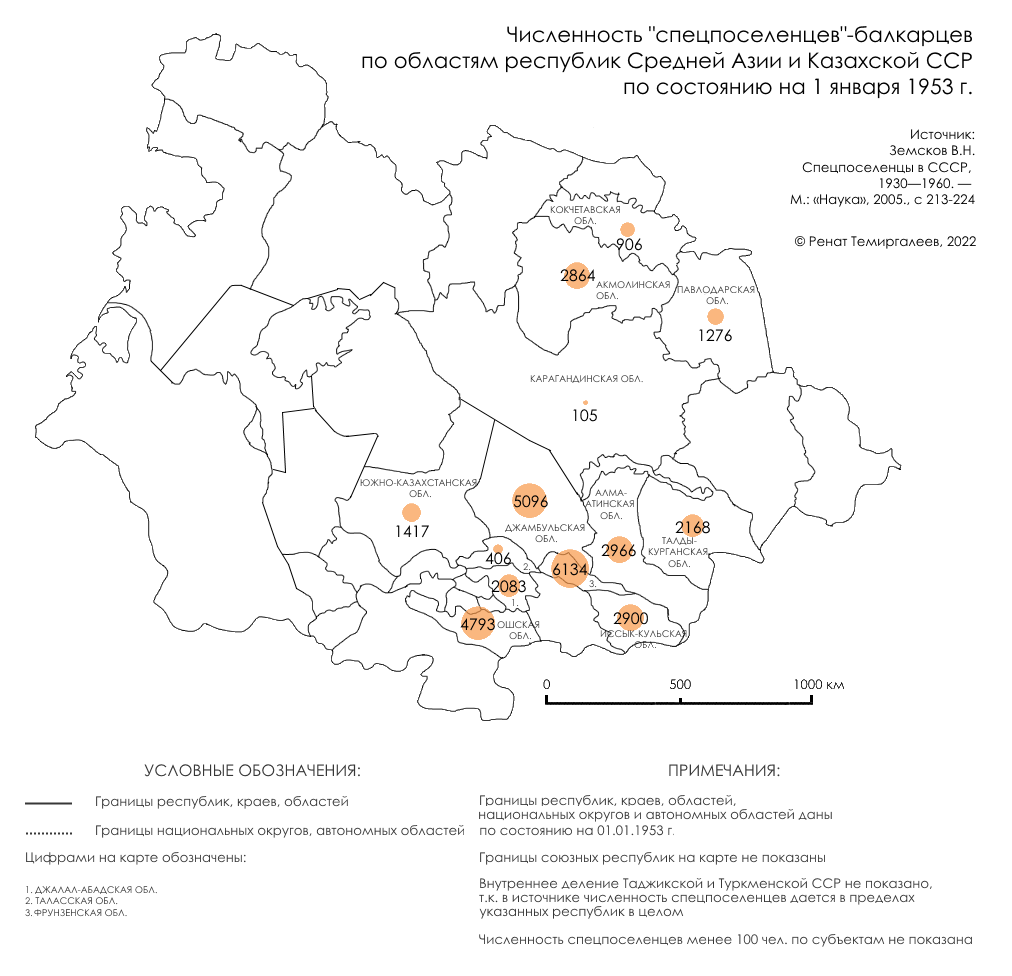
Балкарцы в депортации: численность «спецпоселенцев»-балкарцев по областям республик Средней Азии и Казахской ССР на 1 января 1953 года

Раздел Карачаево-Балкарской территории в 1943-1944 гг.

8 марта 1944 года по обвинению в пособничестве фашистским войскам, весь балкарский народ был полностью принудительно переселён (депортирован) из мест своего постоянного проживания в Среднюю Азию. На месте балкарцев, как и других депортированных народов, расселяли рассеянно для быстрой ассимиляции среди местного населения. Между тем больше 15 тысяч балкарцев сражались на фронтах Великой Отечественной войны.

Участник войны, кавалер орденов Красной Звезды, Отечественной войны I и II степени М. У. Созаев вспоминал:
«Я был в составе войск, прорывавших Ленинградскую блокаду. Дважды получал ранения, лежал с контузией в военном госпитале. Оттуда написал несколько писем домой. Все они вернулись обратно с пометкой „адресат выбыл“. Удивлению моему не было предела… В конце концов я оказался в Ошской области и там разыскал родных. Из близких мне людей в Средней Азии умерли: отец, дочь, сын, две сестры и их дети…»
Согласно сведениям Государственного архива Российской Федерации, балкарцы в 1944 году были депортированы в следующие регионы СССР:
| Регион                 | Общая численность (чел.) | Среди них детей |
| ---------------------- | ------------------------ | --------------- |
| Казахская ССР          | 16684                    | н/д             |
| Киргизская ССР         | 15743                    | 6423            |
| Узбекская ССР          | 419                      | 169             |
| Таджикская ССР         | 4                        | н/д             |
| Иркутская область      | 20                       | н/д             |
| Районы Крайнего Севера | 14                       | н/д             |

На основании Указов высших властей Союза ССР от 1956, 1957 гг. и др. документов репрессии против балкарцев признаны ошибочными и противозаконными. 28 марта 1957 года Указ Президиума Верховного Совета СССР принял Постановление о восстановлении государственности балкарцев и возвращении прежнего названия республики — Кабардино-Балкарская Автономная ССР, а балкарцам разрешено было вернуться на прежнее место жительства. Вопрос депортации является центральным в новейшей истории балкарского народа. Юридические и исторические аспекты этого явления тщательно исследуются с научной точки зрения.
Одним из факторов, характеризующих несостоятельность обвинений всего балкарского народа в коллаборационизме, является исход симпатизировавших гитлеровской Германии балкарцев. Вместе с русскими (казаками), кабардинскими, карачаевскими и осетинскими коллаборационистами они покинули территорию СССР с отступившими с Кавказа немцами в 1943 году. Среди них были и те, кто покинул Северный Кавказ не по идеологическим причинам, а с целью избежать репрессий по национальному признаку.

Участник тех событий Нияз Байчоров вспоминал:
«Немцы через четыре месяца оккупации покинули завоёванные территории Северного Кавказа. Мы поняли, что это неотвратимо. В декабре 1943 года и стар, и млад сели на конные подводы и вскоре оказались на степных дорогах Украины. В пути нас окружили немцы и отправили в лагеря в статусе беженцев. Обоз, возглавляемый немецким офицером, прошёл путь через Румынию, Болгарию, Венгрию, Австрию и оказался в Германии. Затем нас отправили в Италию. Поскольку в Италии было опасно, решили перебраться из Италии обратно в Германию».

#### Дравская трагедия
В феврале 1945 года на конференции в Ялте Иосиф Сталин добился заключения с союзниками договора «О репатриации советских граждан». Документ исключал возможность политического убежища в странах Европы. Американцы выдавать беженцев отказались. Так британскими властями было решено выдать Сталину и беженцев с Северного Кавказа, находившихся в британской зоне оккупации Австрии: около 5000 человек из 5 общин: балкарской, адыгейской, карачаевской, осетинской и кабардинской. В мае того же года началась выдача беженцев. Многих из этих людей, среди которых были женщины и дети, расстреляли советские конвоиры ещё по дороге к Вене.
В обращениях к королю Георгу VI, Уинстону Черчиллю и другим европейским лидерам российские мигранты писали: «Мы предпочитаем смерть возвращению в советскую Россию, где нас ждёт долгое систематическое уничтожение».
Как писал К. Натхо, кроме голодовки, беженцы, готовые умереть на месте, выкопали себе могилы. В лагере участились самоубийства. Многие бросались в реку Драва. Около 200 человек сбежало ночью в ближайшие леса, несмотря на наличие охраны, вооружённой пулемётами. Поводом для такого страха переселения в СССР были слухи о существовавшей инструкции Сталина — считать всех пленных предателями родины.
1 июня число задавленных, убитых, утонувших, самоубившихся казаков и кавказцев составило 700 человек.
Множество горцев было без суда расстреляно за измену СССР. Те, кому удалось выжить, оказывались в сталинских лагерях, где также погибали.

### Постсоветский период
В связи с распадом СССР в ряде постсоветских республик сформировались карачаево-балкарские диаспоры.

### Исторические свидетельства
Первые упоминания балкарцев в научной среде принято связывать со свидетельством Ибн Руста, который, описывая в X веке земли хаза, писал: «Это страна обширная, одною стороною прилегающая к великим горам, тем самым, в отдалённейших окраинах которых живут Тулас и Лугар, и которые простираются до Тифлисской страны». Опираясь на данное свидетельство, В. Кузнецов писал:
- «Нам уже приходилось обращать внимание на этот отрывок из Ибн-Русте. Области Тулас и Лугар в стране хазар отмечены и в „Худуд-ал-Алам“. Нет никакого сомнения в том, что под „великими горами“ имеется в виду Кавказ. Любопытны этнические наименования лугар и тулас. В первом И. Маркварт справедливо усматривает видоизмененный этноним булгар, причем помещает этих булгар на Кубани или побережье Меотиды. Второй термин вызвал различные толкования. Исходя из его разночтения таулас, А. Я. Гаркави пытался этот народ связать с таурос. то есть крымскими таврами. По другому ещё более парадоксальному мнению И. Маркварта, в данном случае речь идет о таласских тюрках. Однако позднее И. Маркварт, учитывая географические ориентиры, указанные Ибн-Русте, считает тул-ас аланским племенем. К тому же выводу пришел и Фр. Вестберг. Основанием для подобных заключений послужила приставка ас (асы) этническое наименование, непосредственно связанное с аланами, с чем нельзя не согласиться. Остаётся невыясненным корень тул-таул. В нём можно без особого труда узнать тюркское таули — горцы, слово, которое и сейчас иногда употребляется карачаевцами и балкарцами как самоназвание. В таком случае мы получаем составной этноним таул[и]ас. то есть горцы-асы. Если лугар (булгар) по И. Маркварту локализуются на Кубани и Меотиде, то тулас можно поместить на территории Центрального Кавказа, который непосредственно граничит с Грузией — „Тифлисской страной“ Ибн-Русте, то есть в современной Карачаево-Черкесии и Кабардино-Балкарии. Здесь и поныне живут носители этнических наименований „таули“ и „асы“ — карачаевцы и балкарцы. Все это делает возможным предположение об определённой связи таули-асов Ибн-Русте и Худуд-ал-Алам с хумаринскими рунами»[96].

В русских документах наиболее раннее упоминание название местности относится к 1629 году. Именно этим годом датируется «Отписка терских воевод И. А. Дашкова с — товарищами в Посольский приказ о разведке месторождения серебряной руды», где, в частности, упоминается, что, собрав ратных людей, они «…пошли в горы, в Балкары….».

В грузинских источниках XIV—XVIII вв. балкарцы известны под именем «басианы». Старейшим документом, в котором зафиксировано грузинское название балкарцев, является надпись на золотом кресте XIV—XV вв. из Спасской церкви в сел. Цховати Ксанского ущелья, где написано: 
«Спас цховатский, я, Квенипновели эристав Ризия, пожертвовал цховатской Пречистой Богоматери имение двух дымов в Зенубане с его горами и равнинами. Попал в плен в Басиани и выкуплен твоими вещами. Пусть никакой владетель не изменит»16 (ил. 35). Этот популярный грузинский этноним известен за балкарцами и в более поздних документах. О земле басианов, рядом с дигорами, сванами и черкесами, писал и царевич Вахушти — ведущий историк и географ Грузии XVIII века. По его словам, «по западной стороне Дигории находится большое ущелье — Басиани, по которому протекает речка, истекающая из межгорья Рачинского и Басианского. Ущелье это простирается от Кавказа до Черкезисмта… Басиани граничат с севера горою Черкезскою, отделяющей Басиани от Черкесии, с востока горой Кавказом, лежащим между Басианом и Дигорией, с юга горою Кавказом, лежа щим между Сванетией и Басианом, с запада горою Кавказом, лежащим между Рачой и Басианом… Здешние овсы знатнее всех прочих овсов, и между ними попадаются помещики, имеющие закрепощенных крестьян». 
Осетины называли их асами (ӕссон, асиаг), сваны — «сауары» или «горцы», кабардинцы — «къушъхьэ» (горцы). О кавказских корнях традиционной культуры балкарцев, как правило, судят по так называемой кобанской археологической культуре конца II — начала I тысячелетия до н. э.. Однако, современные антропологические данные находятся в некотором противоречии касательно физического родства носителей кавкасионского типа и антропологического типа людей кобанской культуры. Д. В. Пежемский и М. М. Герасимова во время своей дискуссии с Л. С. Клейном, которая имела место на сайте генофонд.рф, заключили следующее:
«Действительно, древнейшая субстратная основа материальной и духовной культуры как тюркоязычных балкарцев и карачаевцев, так и ираноязычных осетин и кавказоязычных вейнахов, которая может быть прослежена археологически, в настоящий момент не вызывает сомнений и традиционно связывается с кобанской культурой, как наиболее яркой и хорошо изученной. В том то и проблема, что антропологические особенности этого древнего населения находятся в противоречии с выстроенной гипотезой. Вполне возможно, что гипотеза В. П. Алексеева об сохранении в горском населении древнего матуризованного антропологического типа имеет под собой основание.(см. Северо-кавказская арх. к-ра). А кобанская культура имеет свои истоки». 
После монгольского нашествия предки балкарцев были оттеснены в горные ущелья Центрального Кавказа, где затем образовали 5 крупных «обществ»: Балкарское (Малкарское), Холамское, Безенгийское, Чегемское и Урусбиевское.
Издавна балкарцы имели разносторонние экономические, политические и культурные связи с соседями, особенно с карачаевцами, с которыми они составляли практически одно целое, а также с кабардинцами, осетинами-дигорцами, сванами, грузинами-рачинцами и др., поддерживающими с ними родственные, аталические и куначеские отношения.

## Балкарская литература
Балкарская литература — комплекс литературных произведений, написанных на карачаево-балкарском языке. Зародилась во 2-й половине XIX — начале XX вв., до появления карачаево-балкарской письменности. Включает в себя самостоятельные литературные традиции балкарцев и карачаевцев.
В XIX веке ощутимый вклад в формирование балкарской литературы внесли ряд просветителей, среди которых:
- братья С.-А. и Н. Урусбиевы — первые публикаторы балкарского фольклора,
- Б. А. Шаханов — публицист и прозаик,
- С. Б. Чабдаров (1851—1927) — автор религиозных текстов

## Традиционные занятия
Ведущая отрасль традиционного хозяйства — отгонное скотоводство (овцы, а также крупный рогатый скот, козы, лошади), до конца XVIII века. Занимались также горным террасным пашенным земледелием (ячмень, пшеница, овёс, с конца XIX века — картофель, огородные). Домашние промыслы и ремёсла — выделка войлоков, бурок, сукон, обработка кожи и дерева, солеварение, добыча серы и свинца, изготовление пороха и пуль. Большое значение имели пчеловодство, охота. В пореформенное время начала развиваться молочная промышленность.

## Балкарское жилище и поселения
Земельная теснота, постоянная готовность к защите своей территории, глубокие социальные различия и противоречия в Балкарии отчетливо отразились в особенностях планировки и топографии поселений, оборонительных и погребальных сооружений.
В наиболее многолюдном обществе Малкар, а также Холаме и Безенги селения зачастую располагались на склонах гор, очень скученно и террасообразно, имели узкие проходы вместо улиц. В Чегеме и Баксане их планировка была более свободной.
К селам и орошаемым участкам подводили издалека (порой за 10-12 км) водопроводы из керамических труб и желобов, местами используя для этого опорные столбы (Малкар, Холам, Чегем).
Во многих селах и иных, удобных для защиты ущелий, местах сооружались оборонительно-жилые комплексы и башни (замки Джабоевых, Курноятский, Зильгийский, башни Балкаруковых, Абаевых, Малкаровых Малкъар-къала, Амирхана, Баксанука, Ак-кала и др.).
Там же, близ захоронений рядовых общинников в обычных грунтовых могилах и каменных ящиках, для знати строились монументальные наземные склепы-мавзолеи (кешене) из хорошо обработанных камней.
Проводилась определённая физическая и военная подготовка молодежи, в том числе и в специальных лагерях таубиев («Басиат-къош»).

## Музыка и танец
История изучения музыкальной культуры балкарцев начинается со второй половины XIX века, и связана с именами деятелей русской культуры (С. И. Танеева, М. А. Балакирева, В. Ф. Миллера, М. М. Ковалевского, Н. С. Иваненкова, Н. Г. Тульчинского и др.), а также европейских исследователей (Э.Левье, Г. Мерцбахер, В. Прёле К. Хан и др.).
Большую роль в популяризации национального фольклора сыграли князь Исмаил Урусбиев и его сыновья. Мелодии, записанные композитором Милием Балакиревым от Исмаила Урусбиева, легли в основу знаменитой фортепьянной фантазии «Исламей» по мотивам одноимённого адыгского танца.

## Декоративно-прикладное искусство

### Резьба по камню
Резьба по камню у балкарцев и карачаевцев изначально оказалась замкнута в весьма узких рамках традиционного бытования — ещё в средние века тюрки Северного Кавказа практически утеряли все виды резьбы по камню, кроме поминальных надписей и узоров.
Наиболее стабильной оказалась форма намогильных камней. Изначально она восходила к традиционным тюркским «балбалам», что предопределяло некоторые моменты их орнаментального декора. В частности, нижняя часть многих старых надгробных камней «отбита» горизонтальным узорчатым периметром, вне всякого сомнения, восходящим к нижним бордюрам указанных «балбалов».
Исходя из некоторых особенностей погребального обряда древних тюрков, в том числе, и прямых предков балкарцев, кыпчаков, ряд исследователей полагает, что нижний бордюр подобных памятников — не что иное, как условное изображение кресла, на которое тело умершего усаживалось на предварительном этапе процесса похорон.
Можно предполагать, что так называемый «сын таш» (могильный памятник) на самом деле символизирует собой конкретного умершего человека, продлевая его присутствие в мире живых, первично обозначенное несколькими сутками «сидения» трупа перед окончательным погребением.
Логично, что в архаичных формах надгробных камней в обязательном порядке должны были присутствовать хотя бы схематические обозначения черт лица. Однако именно могильные камни Балкарии и Карачая лишены этой детали. Этот факт исследователи связывают с прерыванием тенгрианской традиции, имевшей место в XIV веке, когда аристократическая верхушка тюркских народов Северного Кавказа обратилась в ислам, принятый в Золотой Орде в качестве государственной религии.
Нарушение преемственности орнаментальной традиции в резьбе по камню у балкарцев и карачаевцев приобрело регулярный характер. Разрывы в эволюционной линии данного вида декора были связаны и с кавказским походом Тамерлана, и с миграцией на восток в течение ХV-ХVI веков адыгских племен, и с утверждением в XVIII веке мусульманства. Однако окончательная точка в камнерезном декоре балкарцев и карачаевцев была поставлена относительно недавно — во второй половине прошлого столетия, когда технологические новшества в производстве могильных камней превратили их декорирование в механический процесс. На сегодняшний день можно со всеми на то основаниями утверждать, что национальный орнамент, вырезанный на камне, как совокупность устойчивых изобразительных архетипов и смыслов существует лишь в прошлом.

### Резьба по дереву
Считается, что карачаево-балкарская национальная орнаментика на древесных носителях находится в состоянии относительной сохранности. Некоторые деревянные изделия декорировались узорами, либо узорными элементами в обязательном порядке. Орнамент на детских люльках имел сакральную семантику, был призван обеспечивать защиту ребёнка от болезней и тёмных сил. Первую функцию выполняли многочисленные солярные знаки, симметрично расположенные на боковинах люльки. Охрану от шайтанов, чёрных джиннов, ведьм и прочей нечисти составляли условные изображения волчьих челюстей или волчьих зубов. Полагалось, что подобный бордюр не может быть прёодолён любым видом потусторонних сущностей, так как у балкарцев и карачаевцев испокон веков считалось, что волки видят все формы нечисти и поедают её детёнышей.
Обязательным было декорирование и по другим основаниям, например, для выявления социального статуса. Социально обусловленными были идентификационные узоры на коновязях, форма и декор которых напрямую декларировал сословность владельца. То же самое относится к резьбе на верхней части входных дверей балкарского традиционного жилища (иногда узор располагался на верхней поперечной балке входа). Эти места, как правило, снабжались как охранительными, так и благопожелательными знаками, но главное — орнаментальное обрамление этих знаков допускалось лишь в жилищах аристократии.
Особое место среди статусных орнаментов занимал декор женских ходуль (подставок для ног). Любое сословное общество производит статусную маркировку однотипных предметов быта, используемых в различных социальных слоях. Это тем более актуально для женских ходуль — предмета, изначально нефункционального и существующего исключительно в роли сословного атрибута. Ходулями пользовались дочери и жены таубиев, их одевали и горянки из семей независимых крестьян. Поэтому декору ходуль придавалось исключительное значение.
В условиях современного быта использование ходуль исчезло, но традиции использования не утратило свое былое значение. В национальных танцах многих ансамблях используются ходули. Ходули обладают яркой образностью народного творчества, представляют собой оригинальное явление в карачаево-балкарском народном искусстве.
В целом, резьба по дереву была весьма широко распространена у карачаевцев и балкарцев. Большинство предметов женского труда, спинки деревянных диванов и кроватей, кресла для старших, музыкальные инструменты и деревянная посуда украшались несложной резьбой, носившей геометрический характер.
Следует отметить, что в части этногенерационной базы традиционного карачаево-балкарского орнамента деревянной утвари — чаш, черпаков, ложек, мотушек для ниток, вальков для белья — чётко прослеживаются детали кобанского типа, зооморфные ручки традиционных чаш и кубков однозначно свидетельствуют о сармато-аланских и скифских традициях в современном прикладном искусстве.

### Изделия из войлока
В наиболее полном виде традиционный орнамент — причем, в значительной степени имеющий традиционную семантику — представлен в карачаевских и балкарских войлоках с валяными узорами. Сами войлочные ковры балкарцев и карачаевцев — кийизы — делятся на несколько типов, различающихся технологией производства: войлоки со вкатанным (вваленным) геометрическим узором «ала кийиз», или «къолан кийиз», затем «тикмен ала кийиз» (войлок с аппликацией) или «джыйгъыч кийиз» (войлок для полки с сундуками и постельными принадлежностями), с особой чёрно-белой разновидностью «къурукь кийиз», которым украшали горизонтально подвешенный в жилище шест (на него вешали выходную одежду).
Отдельная разновидность войлоков — «бичген кийиз» (выкроенный войлок), или «оюулу кийиз» (узорный войлок). По своему облику эти войлоки представляют ещё один, обычный художественный стиль. Они очень напоминают арбабаши кумыков и аварцев, близки им по орнаменту и выполнены тем же способом мозаики-вшивания узора. Делались подобные войлоки также у соседей кумыков — чеченцев и ингушей. В их орнаментике легко найти сходство с узорами Дагестана — в камне и металле — особенно в рисунке каймы.
Перечисленные выше три вида войлоков отличаются не только по технологии изготовления и назначению, но и по стилевым особенностям, цветовой гамме, характеру орнамента и связанной с ним терминологии. На сегодняшний день основные архетипы узорных композиций балкарских войлочных ковров находятся в относительной сохранности. Наиболее популярные орнаментальные мотивы и элементы — «треугольники», «ромбы», «кружки», «глаза», «бараньи рога», «клетки», «бегущие спирали», «бордюрные зигзаги» и прочие полностью задействованы в композициях современных карачаевских и балкарских кийизов, в подавляющем большинстве случаев составляя основу их узоров и колористику.
Производство войлочных ковров — кийизов — широко распространено среди тюркских народов. Например, в Кыргызстане ала-кийизами принято украшать жилища, а также дарить их родственникам — в основном, на свадьбу.

### Орнамент
Как пишет А. Кузнецова в своей работе «Народное искусство карачаевцев и балкарцев», тюркская орнаментика, обогащенная многими элементами культуры народов, влившихся в тюркомонголоязычную этносреду, оказала глубокое влияние на художественное творчество народов Северного Кавказа. Произошло смешение кыпчакской культуры с аборигенной, в результате чего образовался особый характер балкарского и карачаевского орнамента.
Национальный орнамент балкарцев и карачаевцев исследователи делят на несколько категорий. Так называемый «циркульный» орнамент, который принадлежит к наиболее древним и самым распространенным во всех культурах.
Кружки встречаются довольно часто в балкарских и карачаевских кошмах. Воспроизводятся эти мотивы в виде концентрических окружностей, помещаются в центральные ромбы, где известны под названием жулдуз — «звезда» и изображаются с пятилучевым переплетом. В верхнебалкарских или тебердинских кошмах тот круг, который занимает центральное положение, — обычно в местах соединения главных ромбов или в их середине, там же, где в более поздних геометрических композициях размещен решетчатый ромб, — тоже называется кёз («глаз»). Происхождение «циркульного» мотива правильнее всего было бы связать с древними культурами Кавказа. В пользу этого говорит и факт очень малого распространения этого мотива в среднеазиатском орнаменте, у тюркских народов.
Прямолинейный орнамент включает простейшие геометрические прямолинейные формы: зигзаг, треугольники и их комбинации, ромбы и решетки из ромбов, квадраты и комбинации из них.
Зигзаг имеет очень широкое применение в кошмах разного назначения. В нарядных жыйгыч кийизах, где центральное поле разбивается крупным зигзагом, эта фигура к тому же имеет мелкоступенчатую форму — состоит из ломаной линии. По мнению С. Иванова, «рядом с зигзагом следует поставить угол и треугольники» Все они в этом отношении равноценны. Ведь сам зигзаг представляет собой полосу (бордюр), расположенную между треугольниками".
Интересно, что подобные ступенчатые комбинации из треугольников, которые были очень распространены в черволощеной керамике эпохи бронзы, стали характерным признаком «андроновской» культуры. Близкие мотивы из простейших геометрических элементов — зигзага, треугольников, ромбов наблюдаются ив кобанской керамике. Зигзаг в древней Кобани связывался с культом змеи. У современных мастериц сохранилось название извилистого бордюра жылан оюу — «узор-змея».
Ромб был и остается одним из основных элементов войлочного геометрического орнамента в кошмах Карачая и Балкарии.
К криволинейному орнаменту относят спиральные завитки, простейшие кривые. Чаще всего они встречаются в аппликативных коврах среди рогообразных фигур и являются элементами второго порядка. Эти мотивы встречаются и в ала кийизах, реже в кошмах с врезанным узором.,
Спираль некоторыми исследователями связывается с культом змей, существовавшим и у древних кавказских племен. У древних скотоводческих племен края существовал также культ священного барана. Возможно, рогообразные орнаментальные мотивы уже в то время стали ассоциироваться с образом барана — символом производственной деятельности кобанских племен.
Ясно выраженные роговидные мотивы и их образования — от самых простых до наиболее сложных в балкаро-карачаевском ковроделии, особенно выразительные и наиболее сложные, встречаются в аппликативных полочных кошмах — жыйгыч кийизах. Здесь сочетания парных скрещенных рогов с довольно сложными ответвлениями образуют фигуры самых причудливых и неожиданных очертаний. Многие роговидные образования карачаевских н балкарских кошм имеют аналогии в орнаменте тюркских и монгольских народов, находящихся на довольно большом расстоянии от Северного Кавказа. Так, очень характерные фигуры, образованные парными рогами, популярны у алтайцев, киргизов, тувинцев, бурят, каракалпаков. Это лишний раз должно свидетельствовать о степени распространения, о древних корнях рогообразных мотивов, а также об этногенетических связях указанных народов.
Учетверенная пальметта с роговидными отростками — одна из ведущих фигур тюркского орнамента, в аппликативных кошмах Балкарии и Карачая имеет большое количество сложных вариантов.
К пятому орнаментальному комплексу следовало бы отнести растительные мотивы, видимо, более позднего происхождения. Они наиболее типичны для бичген кийизов — ковров с врезанным орнаментом, реже встречаются в аппликативных коврах, и совсем редко в валяных войлоках. Из наиболее популярных в народном орнаменте растительных мотивов можно считать трилистник и лотос, которые отдельные исследователи считают заимствованными из восточных тканей.
Вероятно, длительный путь развития имел и другой зооморфный мотив, восходящий к древним истокам. На это указывает уже геральдическое расположение фигур оленей, переданных в позе противостояния по обеим сторонам дерева. Правда, в отличие от птичек, изображения оленей даны крайне условно, они воспринимаются с первого взгляда фигурами орнамента.

### Ножи
В повседневном быту балкарские охотники и скотоводы используют национальный нож — бичак. В прошлом бичаки имело практически всё мужское население
По форме бичак напоминает скандинавские и монгольские ножи.
Клинок ножа прямой, характерно некоторое понижение линии обуха к острию. Стандартный размер клинка бичака — длиной около 140 мм и шириной около 25 мм. Спуски на клинке в зависимости от типа обработки были нескольких видов: с широкими долами, бритвенные и прямые спуски. Спереди на обухе клинка имеется небольшой спуск (дроппойнт), закругление на кончике клинка не очень острое (полускинер), чтобы при разделке туши ненароком не прорезать шкуру и внутренности. Непременными требованиями к клинку являлись: острота лезвия, долговечность острия и лёгкость затачивания. Сейчас клинки изготовляются из современных углеродистых и легированных сталей, дамаска и булата.
Гарда отсутствует, ширина клинка соответствует ширине рукояти в месте их соединения. Хвостовик клинка вставляется в специальный паз, выдолбленный в цельной рукояти. В этот паз сначала вставляется оковка-«ошейник» (боюнлук) из цветного металла и края её заворачиваются на 45 градусов в обратную сторону. Это усиливает клинок на боковую нагрузку и защищает переднюю часть рукояти от разбивания. В настоящее время самым распространённым видом монтажа клинка в рукоять является способ, когда ставится заклёпка, «высшим пилотажем» считается спрятать заклёпку под крылышками оковки-«ошейника» (боюнлука).
Для рукояти используются дерево и рог. Материалом для рукоятки ножа традиционно служили бараньи или турьи рога, но ни в коем случае не козлиные. Рог обрабатывают разными способами, придавая прямую овальную форму. Обычно рукоять этого ножа украшали золотом или серебром.
Полуножны обычно выдолблены из мягких пород деревас полностью открытой внешней стороной, которая затягивается сыромятной или выделанной кожей. Кожа оборачивается вокруг деревянной основы ножен и прошивается одним швом на задней стороне. Шов служит и для доводки лезвия после заточки его на бруске. Рукоять ножа почти полностью входит в ножны. Сзади ножен предусмотрена ременная петля для подвешивания к поясу. В отдельных случаях на конце и сбоку рукоятки ножа делают отверстие, через которое просовывают кожаный ремешок в форме треугольного «язычка». С помощью этого ремешка можно без особых проблем вынуть нож из ножен. С тыльной стороны ножен иногда крепится шило. В ножнах также имеется деревянная вставка «агъач орун» по форме клинка.
В настоящее время современные варианты ножа бичак серийно выпускаются на дагестанском оружейном заводе «Кизляр» и народными мастерами Балкарии и Карачая.

## Национальный костюм
Традиционная одежда северокавказского типа. У мужчин — нательная рубаха, штаны, овчинные рубахи, бешмет, чекмень, подпоясанный узким ременным поясом, на котором висело оружие; шубы, бурки, папахи, башлыки, шляпы из войлока, обувь кожаная, войлочная, из сафьяна, ноговицы.
Женщины носили туникообразные рубахи, широкие штаны, кафтанчик, длинное распашное платье, пояс, овчинные шубы, шали, платки, шарфы, шапочки, разнообразные украшения. Праздничное платье украшали галуном, золотым или серебряным шитьём, позументом, узорной тесьмой.

## Национальная геральдика
Национальный флаг балкарцев создан балкарским художником Ибрагимом Занкишиевым. Не имеет юридической силы.
Согласно описанию автора флага Ибрагима Занкишиева, светло-синий цвет символизирует тюркскую семью народов, белый цвет — чистоту, небесный и земной пути народа. Двуглавый Эльбрус символизирует единство карачаево-балкарской нации, а также вечность.
Герб Балкарии представляет собой изображение снежного барса с колесом под правой лапой. Светло-синий цвет символизирует тюркскую семью народов, белый цвет — чистоту, барс — символ храбрости, отваги, мужества, а колесо символизирует прогресс, полумесяц со звездой принадлежность балкарцев к исламу.

Флаг и герб балкарского народа утверждены на 1-м съезде балкарского народа 19 июня 1993 года. 

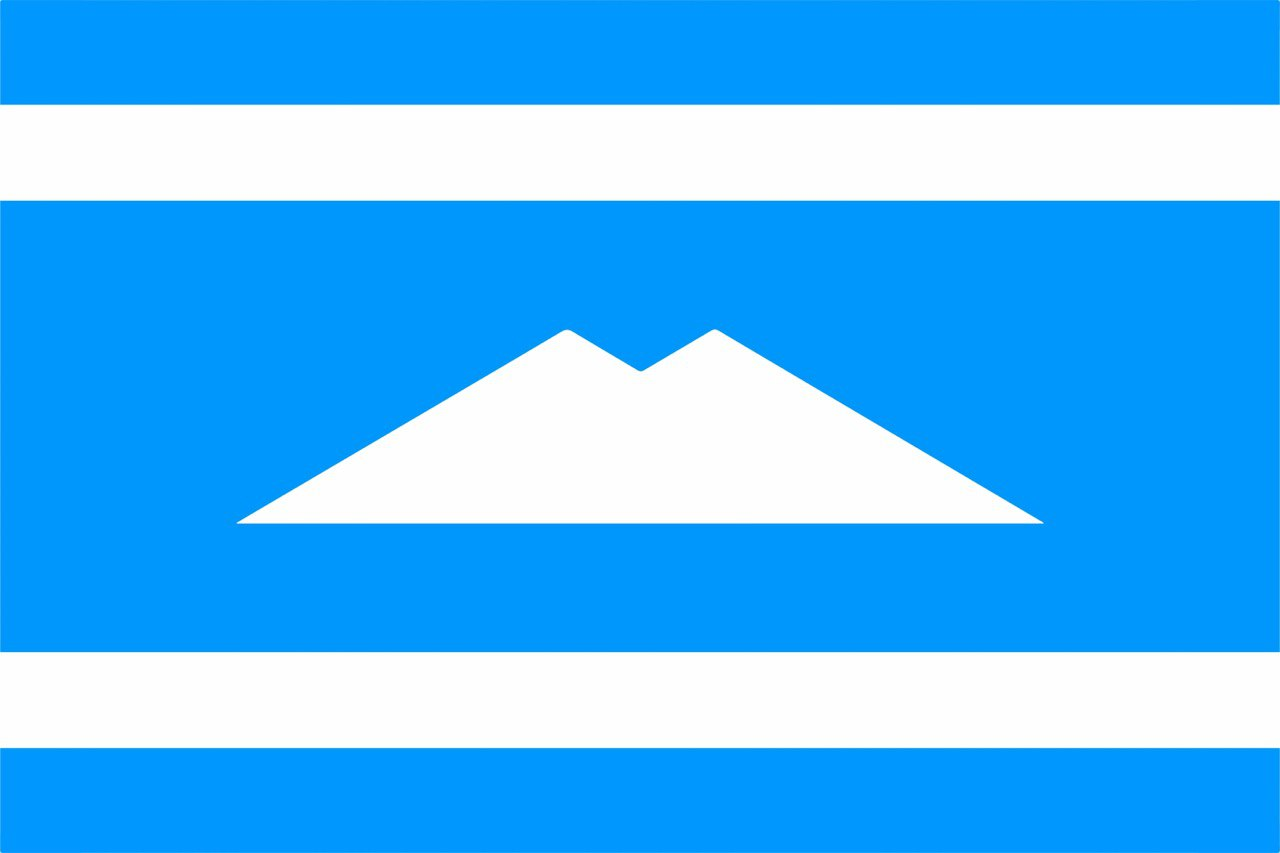
Флаг балкарского народа
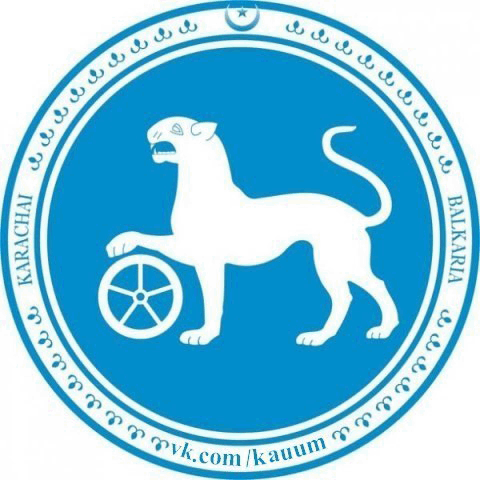
Герб балкарского народа

## Кухня
Балкарская кухня в виду определённых исторических процессов во многом схожа с кухнями тюркских народов и полностью идентична карачаевской кухне.
Основа питания — мясо-молочные и растительные продукты. Среди балкарцев развито животноводство, соответственно, в рационе преобладали мясо-молочные блюда: варёное, жареное либо высушенное мясо, вяленая колбаса из сырого мяса и жира (къыйма), «колбаса» из жира, печени и риса (сохта), колбаски из бараньих внутренностей (жёрме), жареная на открытом огне в жировой пленке баранья печень (жаубауур) и так далее. В качестве соуса к мясу традиционно подают тузлук. К торжественным мероприятиям готовили шашлык.
Из молочных продуктов балкарцы употребляли различные виды сыра (бишлакъ), готовили сметану (сютбаши) и сливки (къаймакъ). Наиболее популярным напитком всегда был айран — заквашенное молоко. Карачаево-балкарский айран имеет несколько разновидностей: гыпы айран (то же самое, что распространившийся по миру из Карачая кефир), мыстындау, йогурт (жуўурт айран), бушто — мелко нарезанные кусочки лепёшки, перемешанные в айране.
Из мучных блюд популярны пресные лепешки (гыржын), лепёшки из пшеничной муки (гюттю), лакумы (по сути, то же самое, что и традиционное мучное изделие тюрко-монгольских кочевников баурсак) и национальные пироги (хычын). Блюдо «хычин» в древности обладало сакральным значением. Оно имело около сорока разновидностей в зависимости от начинки пирога. Например, зугул хычин, удлиненные хичины с мясом, жиром и маслом подавались в честь бога Тотура в конце охотничьего сезона; зюдюр хычин — пирог с начинкой из спелых ягод ежевики и сахара — в сезон сбора ягодных культур; бал хычин — пирог с начинкой из мёда, творога и масла — в честь невесты, когда она перешагивала порог дома жениха; шекер хычин — пирог с начинкой из сахара и сметаны — в честь первого шага ребёнка; чег хычин — пирог с картошкой и сыром. Готовится как обрядовое блюдо при излечении от болезни, особенно детей; гоша хычин — мини-хичин размером с палец. Его пекли, когда мальчику исполнялось три года.
Также традиционная национальная кухня балкарцев включает в себя супы на мясном бульоне (шорпа). Среди сладких блюд — различные варианты халвы. Праздничные напитки, помимо молочных, — боза и пиво (сыра), повседневные — чай из кавказского рододендрона.

## Семья и традиции
Семья преимущественно малая, браки экзогамны. Обязательно соблюдались сословные ограничения. В семейной жизни характерны патриархальные традиции, различные запреты — избегания. Были распространены древние обычаи : кровной мести, побратимства, куначество, аталычества, гостеприимство и т. д.
В народной жизни большое значение придается этикету. Характерны календарные и другие праздники, военизированные спортивные игры. Разнообразен фольклор — нартский эпос, обрядовые, трудовые, героические и другие песни, благопожелания и прочее.

## Религия
На нынешней территории балкарцы долго оставались язычниками, что, частично, подтверждается существованием священных камней: Кьарындашла ташы у пос. Эльджурту (Баксанское ущелье), Байрам таш в верховьях Кубани и священных деревьев: Раубазы в Верхней Балкарии (бывш. с. Шаурдат), Солтанжия в сел. Верхний Чегем.
Процесс исламизации начался в XVII в. Немалую роль в принятии балкарцами ислама сыграли кумыкские миссионеры, а также кабардинские князья. В настоящее время большинство балкарцев относят себя к мусульманам-суннитам мазхаба Абу Ханифа.
В 737 г. хазарские войска были разбиты арабами на территории самого Хазарского каганата. По условиям арабо-хазарского договора каган всем желающим разрешил принимать ислам. Немалое число булгар-бурджан (в частности, предки современных балкарцев, карачаевцев и кумыков) приняло мусульманство. Именно с этого времени среди булгар начинает распространяться ислам.
С распространением интернета среди некоторой части балкарцев начинает обретать популярность идея возвращения к исконному тюркскому мировоззрению — тенгрианству (тейричилик) .

## Фотогалерея

Балкарки в национальных костюмах (начало XX века)
Балкарки из привилегированного сословия, Чегемское общество (XIX век)
Балкарка из привилегированного сословия, общество Малкар (XIX век)
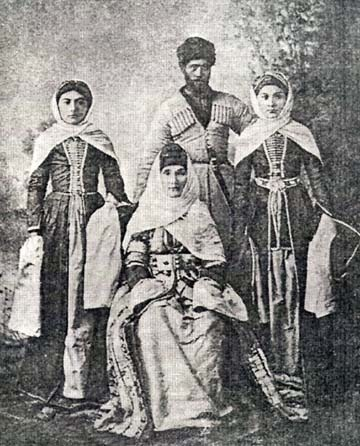
Балкарская семья. Исмаил Урусбиев с женой и дочерьми (XIX век)
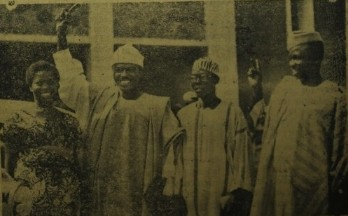
Старейшины рода Урусбиевых, Баксанское общество (конец XIX века)
Просветитель Шаханов Абай Шалукаевич, генерал-майор медицины (XIX век)
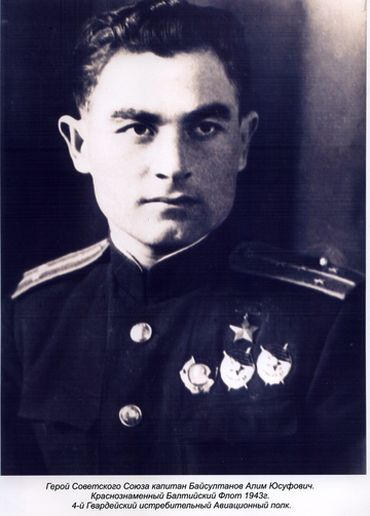
Алим Байсултанов (1919-1943), Герой Советского Союза.
Балкарские князья Жанхотов и Айдаболов